# Sarah Vajda
 (octobre 2017).
Si vous disposez d'ouvrages ou d'articles de référence ou si vous connaissez des sites web de qualité traitant du thème abordé ici, merci de compléter l'article en donnant les références utiles à sa vérifiabilité et en les liant à la section « Notes et références ».
Pour les articles homonymes, voir Vajda.
Sarah Vajda est une romancière et biographe française.

## Biographie
Fille du professeur Georges Vajda, Sarah Vajda, docteur en littérature à l'EHESS, a commencé par réaliser durant une quinzaine d'années de nombreuses mises en scène de théâtre sur des textes classiques et contemporains.

## Œuvres
Biographies
- Maurice Barrès, Grandes Biographies, Flammarion, 2000, prix Oulmont de l'essai Fondation de France.
- Jean-Edern Hallier, l'impossible Biographie, Flammarion, 2003.
- Claire Chazal, derrière l'écran, (biographie-roman) Pharos, juin 2006, suspendu par décision judiciaire. On peut télécharger ici ce livre au format PDF[1].
- Gary & Co, essai, Infolio éditions, décembre 2008.
- O. C. Wingate, un parfait capitaine britannique, Le Polémarque, décembre 2016.

Romans
- Amnésie, éditions du Rocher, janvier 2006.
- Contamination, féerie, éditions du Rocher, 2007.
- Le Terminal des Anges, éditions Le Mort-Qui-Trompe, 2008.
- L'An dernier à Jérusalem, éditions Les Provinciales, 2011.
- Jaroslav et Djamila, éditions Nouvelle Marge, 2016.
- Les jeux sont faits, éditions du Cherche Midi, 2024.